# Struiklaag
De struiklaag is de vegetatielaag van 135–800 cm hoogte, bijvoorbeeld in een bos. Hierin bevinden zich vooral de struiken. Daaronder wordt van de kruidlaag en daarboven van de boomlaag gesproken. Ook voor struiken geldt, dat de aanwezigheid van licht cruciaal is. Vaak komen struiken voor in de mantelvegetatie langs een bos en op plaatsen waar een gat in het bladerdek ontstaan is, bijvoorbeeld na een storm.

Struiklaag
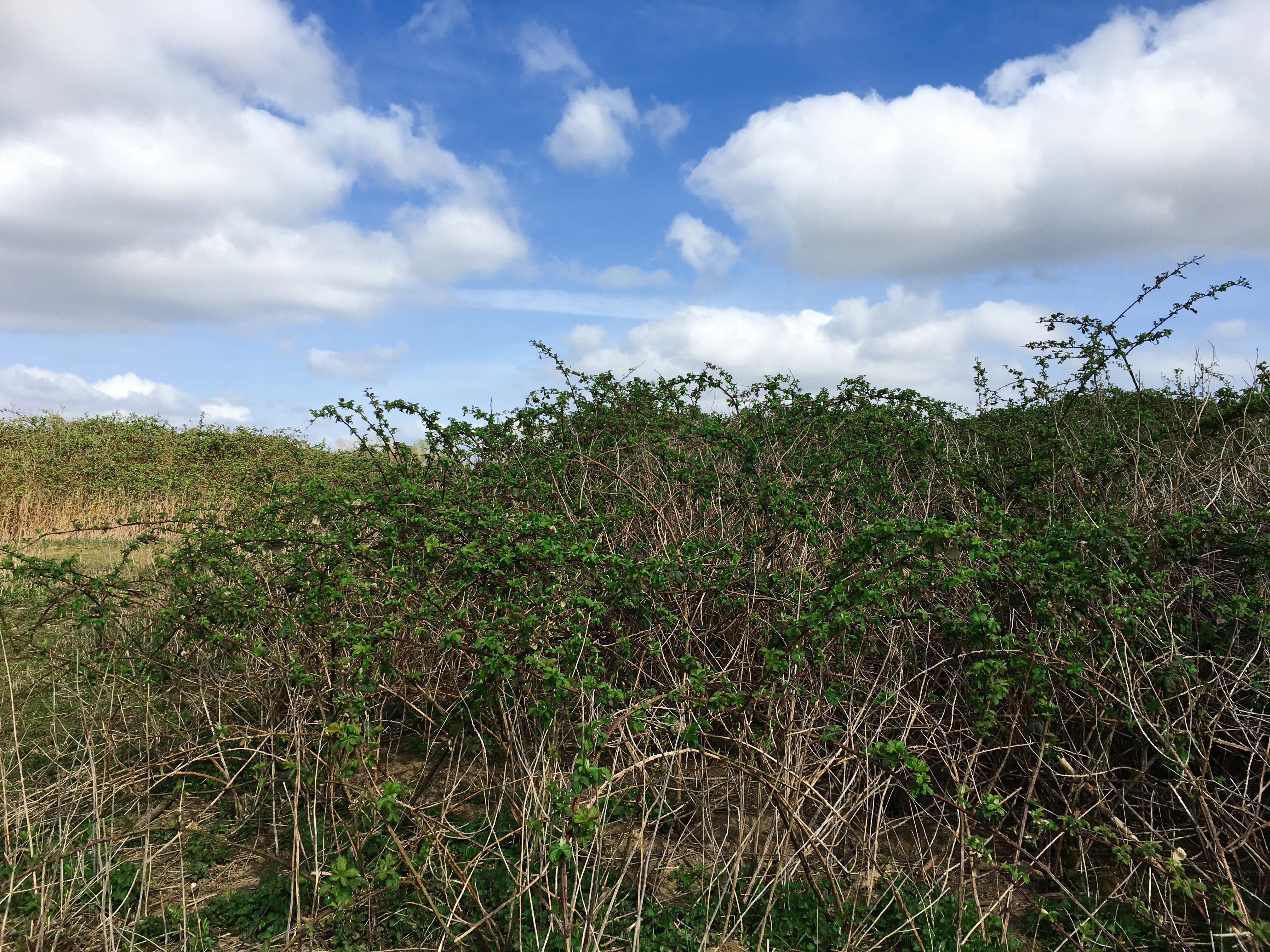
Braamstruweel in de Klompenwaard
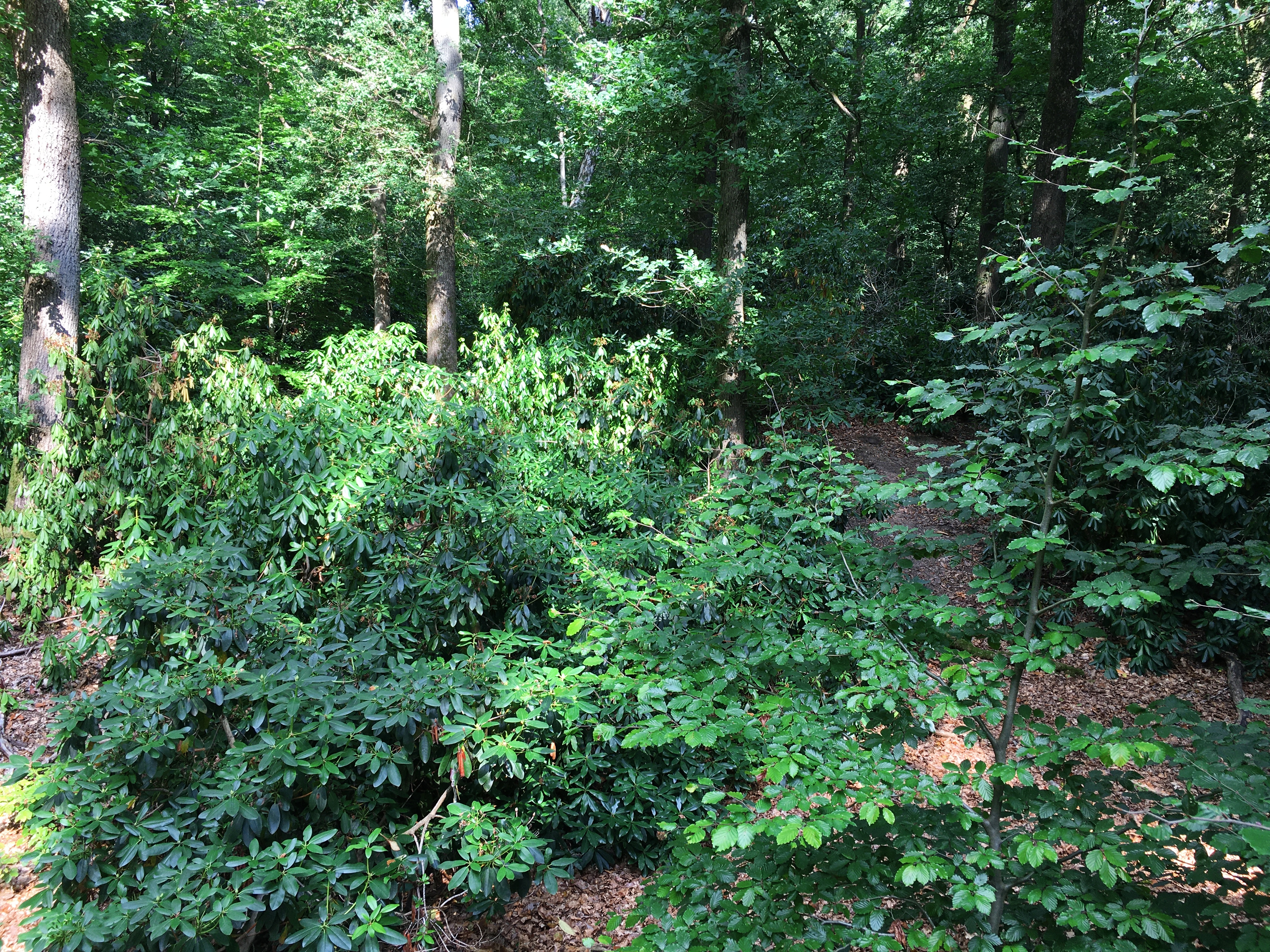
Struiklaag
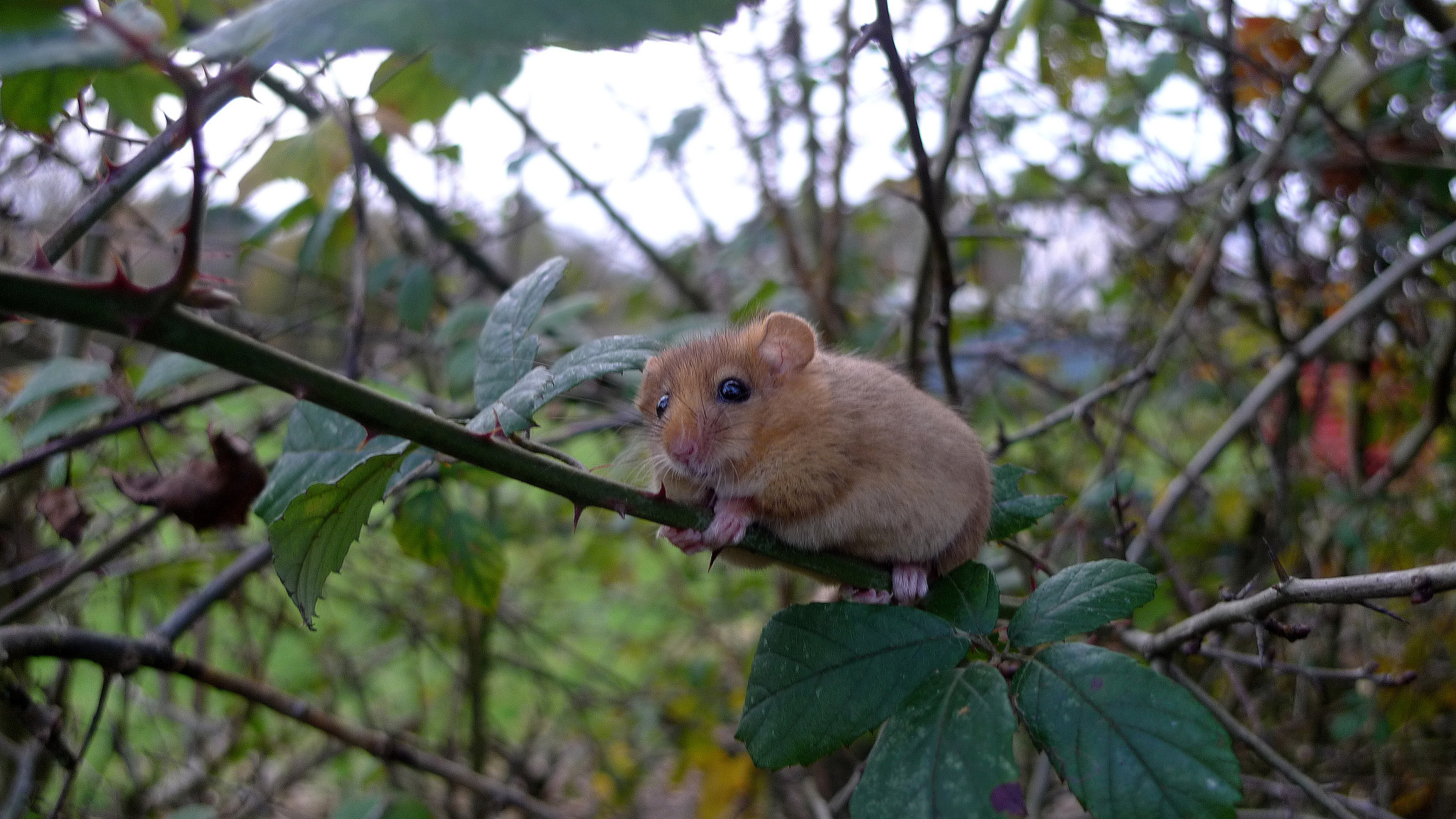
De hazelmuis is een zoogdier dat veruit het grootste deel van zijn leven in de struiklaag doorbrengt.

Veel struiken zijn voorzien van stekels of doorns waarmee ze zich beschermen tegen vraat door grote grazers. Vaak kunnen zaailingen van bomen beschermd door die naalden hier tot wasdom komen en het begin vormen van een nieuw bos.